# Look Again
Look Again (Brasil: Convivendo com o Inimigo ) é um filme filme de suspense produzido no Canadá, dirigido por Jean-Marc Piché e lançado em 2014.